# Cyclura ricordi
Cyclura ricordi là một loài thằn lằn trong họ Họ Cự đà (Iguanidae). Loài này được Duméril & Bibron mô tả khoa học đầu tiên năm 1837.
Loài này được tìm thấy trên đảo Hispaniola ở Cộng hòa Dominica và Haiti, và là loài duy nhất được biết đến của cự đà đá để cùng tồn tại với (Cyclura cornuta). Môi trường sinh sồn tự nhiên của loài này là xavan khô trong vòng ba nhóm quần thể tại Cộng hòa Dominica tây nam. Chúng bị đe dọa do mất môi trường sống do sự xâm lấn nông nghiệp.

## Hình ảnh

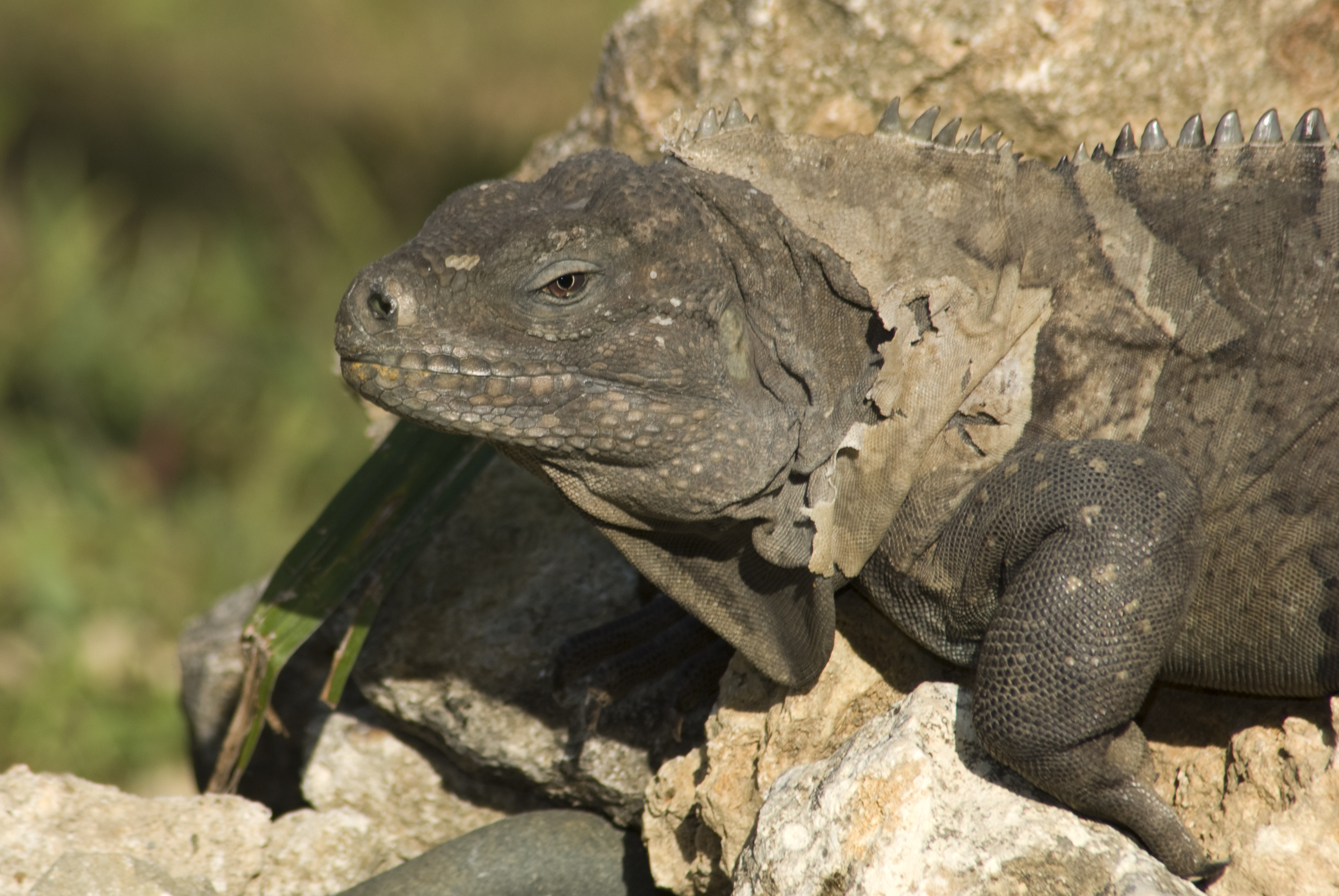